# Selección masculina de hockey sobre césped de Chile
La selección masculina de hockey sobre césped de Chile representa a Chile en las competiciones internacionales de hockey sobre césped para dicho género. Es regida por la Federación Chilena de Hockey sobre césped (FEHOCH), afiliada a la PAHF y la  FIH. No tiene participaciones en la Hockey Pro League ni en los Juegos Olímpicos. 
El Estadio Nacional de Hockey Césped está en construcción para la Copa Panamericana de Hockey sobre césped de 2022 y los Juegos Panamericanos de 2023.

## Palmarés
Juegos Panamericanos
 Medalla de plata: 2023
 Medalla de bronce: 1983, 2007, 2011, 2015.
Juegos Suramericanos
 Medalla de Plata: 2006, 2014, 2018, 2022.
Juegos Bolivarianos
 Medalla de Plata: 2013
Copa Panamericana de Hockey sobre césped
 Medalla de Plata: 2022.
 Medalla de bronce: 2004.
Campeonato Sudamericano de Hockey sobre césped
 Medalla de Oro: 2016
 Medalla de Plata: 2003, 2006, 2008 2010, 2013, 2014
Campeonato Panamericano Junior
 Medalla de Oro: 2021
 Medalla de Plata: 2000, 2005, 2008
 Medalla de Bronce: 2012, 2016, 2023

## Selección mayor

### Campeonato Mundial
| - 1971 – Sin participación - 1973 – Sin participación - 1975 – Sin participación - 1978 – Sin participación - 1982 – Sin participación - 1986 – Sin participación - 1990 – Sin participación - 1994 – Sin participación - 1998 – Sin participación - 2002 – Sin participación - 2006 – Sin participación - 2010 – Sin participación - 2014 – Sin participación - 2018 – Sin participación - 2023 - 15° |